# 秦国康懿长公主
秦国康懿长公主（1096年6月11日—1164年8月30日），宋哲宗第三女，生母不详，可能是昭慈圣献孟皇后所生。

## 生平
公主生于绍圣三年六月，绍圣四年六月始封懿康公主，自幼深受父母疼爱。宋徽宗即位，改嘉国公主，后又改庆国公主。宋徽宗政和二年（1112年），改韩国公主，下嫁驸马潘正夫。次年，改封淑慎帝姬。公主嫁入潘家后，持家有道，與丈夫恩爱和睦，受到皇室的好评而被赞扬为“皇室贤姬”。靖康之乱汴京沦陷，公主与贤德懿行大长公主都是先朝帝女，因而被留在汴京而安然无恙。
宋高宗建炎元年六月，宋室废除“帝姬”制度而恢复公主称号，于是公主又被改封吴国长公主。此后公主一家暂时避居婺州。建炎三年秋，公主到越州觐见堂弟宋高宗，献上玉管笔、小玉山、奇画等物试图讨好宋高宗，被拒绝。之后，战祸延绵至江南一带，吴国长公主一家又被迫继续南下避乱。在南方奔波数年后，局势稍定，于是公主绍兴四年（1134年）入见宋高宗，其亲生子潘尧卿等五人每人皆进官一等。绍兴七年（1137年）公主又上奏称：“祖宗以来，驸马都尉石保吉、魏咸信、柴宗庆都授官使相。今潘正夫历事四朝皇帝（宋哲宗、宋徽宗、宋钦宗、宋高宗），在汴京遭金军包围之时，曾建议早日迎接陛下登基，到杭州行朝仓促渡江时又指出过卫兵不足，事先应预防不测，请授他开府仪同三司。”宋高宗不许。绍兴八年（1138年）再入见宋高宗，遂留住宫中三日。当时酷暑，皇帝数次设宴招待她，每天陪着她吃饭。公主又数次为要求为潘正夫推恩，宋高宗拒绝说：“官爵怎么能私下授予？况今日朝廷事务繁多，无空闲处理。”又当时赵鼎为相，正反对群臣恢复新法，所以不待见拥护新法的潘正夫，但对公主本人还是比较尊重。赵鼎下台后，潘正夫才被授予开府仪同三司。给事中刘一正上奏此非朝廷旧制，恐成为后世援例，宋高宗于是下诏：“哲宗皇帝的昭慈圣献孟皇后现今只剩孟忠厚、潘正夫为近亲，旁人不得援例。”
宋高宗生母显仁太后从金国归宋，宋高宗下令让公主与秦国鲁国大长公主在路上迎接。绍兴十九年（1149年）公主再次入朝。其子潘长卿、潘粹卿、潘端卿都在公主请求下，从团练使升为观察使。宋孝宗即位，公主进封秦国大长公主。隆兴二年（1164年）秋大长公主逝世，谥号康懿。
公主在世时，潘正夫官至少傅，封和国公；其子潘温卿为宁国军承宣使，潘长卿宁江军承宣使，潘端卿昭信军承宣使，潘清卿容州观察使，潘墨卿、潘才卿并带团练使。潘正夫于绍兴二十二年（1152年）去世，赠太傅。